# Фью, Уильям
Уильям Фью (англ. William Few; 8 июня 1748 — 16 июля 1828) — американский политический деятель, один из отцов-основателей США.
Родился в Мэриленде, но переехал в Северную Каролину в возрасте 10 лет. В 1771 году вместе с отцом и братом присоединился к группе жителей пограничья (регуляторам), и принял участие в восстании регуляторов. В результате брата повесили, ферму разорили, а семья должна была бежать в Джорджию. Избирался в конгресс Джорджии и Континентальный конгресс. Отсутствовал на многих заседаниях конвента в связи с занятостью в Конгрессе США. Стал одним из первых сенаторов США от Джорджии. В 1799 году. Переехал в Нью-Йорк, где принимал активное участие в политической жизни штата и банковском деле.